# Дуглас (округ, Невада)
Дуглас (англ. Douglas) — округ в западной части штата Невада, население которого, по данным переписи 2000 года, составляет 41 259 человек. Окружной центр — статистически обособленная местность Минден.

## География
Общая площадь округа равняется 1911 км², из которых 1838,9 км² (96,23 %) составляет суша и 72,5 км² (3,77 %) — вода (в том числе водохранилище Топаз).

### Соседние округа
На севере Дуглас граничит со столицей штата Невада городом Карсон-Сити, на востоке с округом Лайон, на юго-востоке с округом Моно соседнего штата Калифорния, на юге с Алпайном (Калифорния), на западе с округом Эль-Дорадо (Калифорния), на северо-западе с округом Пласер (Калифорния).

## Транспорт

### Автомагистрали
- US 50
- US 395
- SR 28
- SR 88
- SR 206
- SR 207
- SR 208
- SR 756